# Fara ve Vratislavicích nad Nisou
Budova fary se nachází v centru Vratislavic nad Nisou, v Tanvaldské ulici č. p. 51 naproti kostelu Nejsvětější Trojice.

## Historie
Fara byla vystavěna v letech 1764 až 1765 libereckým stavitelem Johannem Josefem Kunzem, který řídil zednické práce. Faru navrhl jako dům s mansardovou střechou a vstupním portálem se znamením božího oka. Tato stavba patří do období, kdy Kunze tvořil ve stylu pozdního baroka. Na tesařské práce při stavbě fary dohlížel mistr Josef Pilz. V základním kameni v pravém rohu budovy je uschován pamětní list a stříbrné mince. Stavební náklady činily 2868 zlatých a 4 krejcary. V letech 1855 a 1896 byla budova opravována, poté se uskutečňovaly jen nutné opravy, po válce už byla budova značně zanedbaná. V roce 1964 došlo k nešetrnému vybourání části přízemí, kde vznikla nejdříve prodejna ovoce a zeleniny, později květinářství. V 90. letech 20. století byla zchátralá fara vrácena církvi, respektive Římskokatolické farnosti Vratislavice nad Nisou.
Budova je památkově chráněna od 3. května 1958, přesto se několikrát objevil návrh ji zbourat, aby vznikl pohodlnější příjezd na sídliště, které se nachází na kopci nad farou. V roce 1993 se podařilo faru opravit za pomoci státu i obyvatel Vratislavic. V letech 1997 až 2001 byla postavena v prostoru za farou kaple Vzkříšení.